# Batalla de Takur Ghar
La batalla de Takur Ghar fue un enfrentamiento bélico entre las fuerzas especiales estadounidenses y las terroristas de Al Qaeda que ocurrió en la cumbre de una montaña afgana situada en el pico Takur Ghar de más de 3.000 metros el 4 de marzo de 2002.
La batalla se desarrolló sobre la cumbre de una montaña luego que dos helicópteros Chinook fueran impactados por fuego de RPG y ametralladoras de los terroristas luego de dejar equipos SEALs para rescatar a un SEAL el Sargento Neil Roberts, además de eliminar los nidos de ametralladoras enemigas para tomar dicho pico y posición amenazante. La batalla fue exitosa para los americanos debido a que se eliminó la amenaza de Al Qaeda aunque el sargento Roberts resultó muerto aquel día. La batalla también es conocida como La batalla de Roberts Ridge debido al objetivo posterior y principal de dicha batalla de rescatar al sargento Roberts y fue el enfrentamiento más sangriento que tuvo la Guerra de Afganistán (2001-2021).

## La batalla
En el primer helicóptero hubo dos muertos; este iba a dejar un equipo SEAL sin embargo este no cayó derribado ya que pudo mantenerse en el aire pero debido a la pérdida de maniobrabilidad tuvo que emprender el regreso sin haber tomado tierra. El sargento Neil Roberts iba en el primer helicóptero y cayo al suelo, pero lamentablemente el helicóptero no podía regresar a la cima para buscarlo, tenía tales daños por el impacto que apenas podía mantenerse bajo control y tuvo que efectuar un aterrizaje forzoso a cuatro millas del lugar donde había caído Roberts. Los SEALs se pusieron en marcha para buscar a Roberts cubiertos por el apoyo de dos F-15.
El otro helicóptero se dirigió a buscar a Roberts y dejó un equipo SEAL que fue alcanzado por el fuego enemigo, dos soldados SEAL resultaron heridos y la primera baja en el tiroteo es el CCT (combat controller) de la Fuerza Aérea John Chapman quien recibió la Medalla del Honor a título póstumo. Posteriormente uno de ellos solicitó ayuda urgente de la fuerza de reacción rápida de la base Aérea de Bagram observados y comandados (desde Bagram) por el General Franklin L. Hegenbeck mientras las posiciones enemigas son atacadas por bombardeos de un AC-130, luego llega la ayuda, esta era la de 19 US Army Rangers bajo el mando del capitán Nate Self transportada en dos helicópteros Chinook. En el momento de la llegada, uno de los Chinook recibió un impacto de RPG y fue derribado muriendo 4 ocupantes. La situación fue muy apurada, pero el otro Chinook pudo dejar a sus Rangers sin bajas quince minutos después, reuniéndose en total 26 hombres. Las fuerzas especiales estadounidenses son apoyadas por fuego aéreo de misiles de un dron y un caza que disparan desde el aire y dan de lleno al enemigo pero no a todo sino a unos cuantos, mientras tanto la batalla continua en varios puntos de la montaña. 
Luego de 14 horas seguidas, hasta que la puesta de sol permitiera la evacuación por aire, los Rangers y los SEAL que se les unieron después y la tripulación del chinook derribado entablaron combates ininterrumpidos contra los guerrilleros en el pico de Takur Ghar. Los estadounidenses también recibieron apoyo de fuerzas especiales australianas. Luego de la puesta del sol a las 20 hs los efectivos Seals y Rangers y los que estaban en el helicóptero fueron evacuados aunque no se sabe si el Sargento Roberts murió inmediatamente tras caer del chinook o si fue eliminado por los guerrilleros tras hacerle prisionero, pero en cualquier caso quedó allí muerto. Siete soldados estadounidenses  murieron y otros 11 resultaron heridos, además de dos helicópteros destruidos fue el saldo para los estadounidenses, mientras que por parte de Al Qaeda al menos 200 de sus miembros también encontraron la muerte en aquella montaña.